# Miro Barešić
Miro Barešić (Šibenik, 10. rujna 1950. – Miranje Donje, 31. srpnja 1991.) bio je hrvatski politički emigrant. Poznat je po sudjelovanju u pokušaju otmice i ubojstva veleposlanika SFRJ u Švedskoj, Vladimira Rolovića. Nakon stjecanja neovisnosti vratio se u Hrvatsku. Pod sumnjivim okolnostima poginuo je u Domovinskom ratu.

## Životopis

### Mladost
Rođen je u Šibeniku 10. rujna 1950. u obitelji oca Jure i majke Vjere (rođ. Stojanov). U Šibeniku provodi djetinjstvo. Odbio je služiti vojni rok u JNA zbog političkih stavova, smatrajući kako su Hrvatima ugrožena ljudska prava. Nakon nekog vremena osuđen je na 6 mjeseci zatvora na Golom otoku. 

### Odlazak u Švedsku
Nakon odsluženja kazne pobjegao je iz SFRJ u Švedsku. Povezao se s pripadnicima hrvatske političke emigracije, članovima Hrvatskoga narodnog otpora. U suradnji s Anđelkom Brajkovićem i Antom Stojanovim organizirao je i izveo akciju kojoj je bio cilj puštanje hrvatskih političkih zatvorenika u zamjenu za jugoslavenskoga veleposlanika u Švedskoj, Vladimira Rolovića 7. travnja 1971. godine. 
Barešić i Brajković ušli su u jugoslavensko veleposlanstvo i na recepciji zatražili informacije o vizama kako ne bi skrenuli pozornost na sebe. Cilj akcije bio je zarobljavanje veleposlanika. Nakon što ga je Barešić pozvao na predaju, Rolović je izvukao pištolj i u pucnjavi je teško ranjen (umro je osam dana kasnije). Policijska rekonstrukcija pokazala je da je Rolović prvi povukao pištolj. Za to vrijeme Barešić je čuvao vrata. Ispred veleposlanstva skupilo se mnoštvo, novinari, policija i bolničari koji su stigli na mjesto događaja.[nedostaje izvor]
Barešić je skinuo sa zida uokvirenu sliku Josipa Broza Tita i bacio ju van. Predali su se policiji i bez pružanja otpora su uhićeni. Na izlasku iz jugoslavenskoga veleposlanstva, nekoliko televizijskih postaja snimalo je cijeli incident. Tada je Barešić poljubio Brajkovića u obraz i počeli su vikati "Oj, Hrvati, još nas dosta ima, prekinite veze sa Srbima", "Živila Nezavisna Hrvatska" i "Živio Ante Pavelić" dok ih nisu doveli do policijskih automobila.
Osudio ih je 10. rujna 1971. zemaljski sud u Stockholmu na doživotan zatvor. Osuđeni su i njihovi pomagači Ante Stojanov (4 godine), Marinko Lemo (2 godine) i Stanislav Milićević (2 godine). Služili su zatvorsku kaznu u strogo čuvanome zatvoru. UDB-ini suradnici u zatvoru su pokušali izvršiti atentat na Barešića.[nedostaje izvor]
Nakon godinu dana, 15. rujna 1972. godine, skupina hrvatskih iseljenika na čelu sa Stipom Mikulićem (Tomislav Rebrina, Nikola Lisac, Rudolf Prskalo) otela je zrakoplov koji je letio u pravcu Göteborg – Stockholm. Tražili su oslobađanje hrvatskih zatvorenika iz zatvora u Švedskoj i njihovo slanje zrakoplovom u Španjolsku. Nakon što je to učinjeno, napustili su oteti zrakoplov. Otmičari zrakoplova osuđeni su u Španjolskoj na 12 godina, no na koncu su pomilovani. Miro Barešić služio je zatvorsku kaznu u Španjolskoj 18 mjeseci. Nakon toga nije izručen Švedskoj, iako su Španjolska i Švedska imale sporazum o međusobnom izručenju. Dogovorom španjolskih i paragvajskih vlasti, odselio se u Paragvaj zbog toga što ga je navodno pratila UDBA.[nedostaje izvor]

### Odlazak u Paragvaj
U Paragavaju je promijenio identitet i živio pod imenom Toni Šarić. Nakon što je spasio život sinu paragvajskog generala, u znak zahvalnosti, primljen je na vojnu akademiju. Služio je u paragvajskoj vojsci i dobio čin satnika. Bio je karatist i tjelohranitelj paragvajskog veleposlanika u SAD-u. Kada je pobijedio na jednom karate natjecanju u Oklahoma Cityju, tražio je da se tijekom proglašenja pobjednika istakne hrvatska zastava i svira hrvatska himna.

### Povratak u Švedsku
S vremenom je otkriven njegov pravi identitet i američke vlasti izručile su ga Švedskoj 16. svibnja 1980. godine. U zatvoru se prema Barešiću ponašalo vrlo brutalno pa je štrajkao glađu više od 50 dana. Nakon toga švedske vlasti odlučile su kako Barešića neće izručiti Jugoslaviji te su ga prebacili u zatvor poluotvorene vrste. 7. rujna 1985. godine vjenčao se sa Slavicom Dalić. 10. prosinca 1987. godine protjeran je iz Švedske u Paragvaj. Tu je osnovao svoj borilački klub i automehaničarsku radionicu.

### Dolazak u Hrvatsku
Dana 12. srpnja 1991. godine pod imenom Božidar Smotalić vratio se u Hrvatsku i organizirao borbenu jedinicu. Osnovana je uz suglasnost Gojka Šuška i Vice Vukojevića. Po dolasku u Hrvatsku uzima novo ime – Marko Marić. Susreo se s drugim hrvatskim emigrantima i pridružio Zboru narodne garde. Planirao je vojne akcije. Poginuo je u jednoj takvoj vojnoj akciji u Zadarskoj županiji samo tri tjedna nakon dolaska u Hrvatsku. Nadzor nad akcijom imao je SZUP, koji je vodio i Josip Perković. Premda je akcija u zaleđu martićevaca bila dobro pripremljena, kada je započela, sve je bilo drukčije, akcija je provaljena, a Barešićev tim uletio je u klopku te je u izvlačenju poginuo. Dugo godina poslije saznalo se da su informacije iz SZUP-a otišle u KOS, koji je još tada bio u Zagrebu, pa je srpska strana sve saznala. Izdaja je došla s vrha.
Prvotno je bio pokopan na zagrebačkom groblju Miroševcu pod imenom Ante Katić. To je napravljeno kako Mirini suborci, saznavši za njegovu smrt, ne izgube moral. Njegovi posmrtni ostatci 26. lipnja 1992. godine premješteni su u Aleju branitelja na Mirogoju te je posmrtno promaknut u čin bojnika. Državno odvjetništvo 2012. godine pokrenulo je novu službenu istragu o Barešićevoj smrti.

## Spomen
U Dragama kod Pakoštana nalazi se Trg Mira Barešića, u Splitu Ulica Mira Barešića i Obala Mira Barešića u Seget Vranjici. U Dragama je na trgu 31. srpnja 2016. Barešiću podignut spomenik.
Nedugo nakon podizanja, nepoznati počinitelji zalili su spomenik crvenom bojom, što su osudili neki hrvatski intelektualci.  Predsjednik SDP-a Zoran Milanović izjavio je da su Barešić i Brajković nanijeli ogromnu štetu hrvatskom imenu i hrvatskoj ideji.